# Менсфилд (Мисури)
Менсфилд (енгл. Mansfield) град је у америчкој савезној држави Мисури.

## Демографија
По попису из 2010. године број становника је 1.296, што је 53 (-3,9%) становника мање него 2000. године.
| Група             | 2000.         | 2010.         |
| Белци             | 1.306 (96,8%) | 1.256 (96,9%) |
| Афроамериканци    | 2 (0,1%)      | 8 (0,6%)      |
| Азијати           | 4 (0,3%)      | 7 (0,5%)      |
| Хиспаноамериканци | 8 (0,6%)      | 12 (0,9%)     |
| Укупно            | 1.349         | 1.296         |